# Etničke grupe Maršalovih Otoka
Etničke grupe Maršalovih Otoka: 61,000	stanovnika (UN Country Population (2008)
- Angloamerikanci. 3,500
- Filipinci. 500
- Japanci. 500
- Kinezi. 100
- Maršalci. 51,000
- ostali. 1,400